# ソニックバトル
ソニックバトル (SONIC BATTLE)は、2003年12月4日にセガより発売されたゲームボーイアドバンス用対戦アクションゲーム。

## 概要
今作は、ソニックシリーズでは2作目となる格闘ゲームである。『ソニックアドベンチャー』以降に登場したソニックシリーズのキャラクターの大半が登場し、3Dの箱庭型のステージで入り乱れて戦う。
ストーリーは『ソニックアドベンチャー2』『ソニックヒーローズ』との関連が見られる。後年セガから発表された時系列順の年表「ソニックワールドストーリー」では2005年に発売された『シャドウ・ザ・ヘッジホッグ』よりも後の出来事とされている。また、2004年に発売された『ソニックアドバンス3』は本作の後日談に当たる。
2006年1月26日には『ダブルパック ソニックピンボールパーティー&ソニックバトル』『ダブルパック ソニックバトル&ソニックアドバンス』という2in1の廉価版で再発売された。

## ストーリー
ソニックがビーチに来ると、謎のロボットが倒れていた。そのロボットをテイルスのところに連れて行くと、突然シャドウが現れ、ロボットを引き渡すように要求する。ソニックがそれを拒否すると、シャドウは戦いを挑んでくるところからスタートする。

## モード解説

### ストーリーモード
今作は、ソニック、テイルス、ルージュ、ナックルズ、エミー、クリーム、シャドウ、エメルの8人のキャラクターのシナリオが存在する。ただし、最初はソニックしか選べず、ソニックシナリオをクリアするとテイルスシナリオがプレイできる、というようにクリアするたびに次のキャラクターのシナリオがプレイ出来るようになる。なお、各キャラクターのシナリオは、同じ時間の物語を別キャラ視点でプレイ、というものではなく全てのシナリオの物語が順番につながっている。
ストーリーモードでは、マップ上の特定のポイントでイベント、戦闘が発生し、ストーリーが進んでいく。戦闘では現在プレイ中のシナリオの主人公キャラ、およびエメルを使用することになる。

### バトルモード
マップやルール、キャラクターを自由に設定し、戦うモード。ストーリーモードにおいてガンマ、カオスに出会うことで、彼らを使用することもできるようになる。

### チャレンジモード
コンピュータを相手に全5戦のバトルを勝ち抜くモード。バトルの内容に応じて得点がもらえ、最終的な合計得点を競う。

### トレーニングモード
対戦相手の動作を設定し、ダメージが加算されない相手に対して練習するモード。

### パーティーモード
全5種類のミニゲームで遊べるモード。最初はソニックラッシュしか遊べない。マインハント以外は1カートリッジ対戦でなければ遊べないため、かなり不評である。
ソニックラッシュ！
制限時間内に、出来るだけ多くの相手をフィールドから弾き飛ばせばよい。相手を飛ばせば+1ポイント、自分が落ちると-1ポイント。
フライングゲット
テイルスシナリオクリアで出現。Aボタン連打で上昇しながらリングを集める。20個集めたプレイヤーが勝ち。
ナックルズのマインハント
ナックルズシナリオクリアで出現。ルールは、マインスイーパーと同じ。これのみ、一人でも遊べる。というより、一人でしか遊べない。
スピードデーモン
シャドウシナリオクリアで出現。ひたすら横に走り、いち早くゴールにたどり着けば勝ち。障害物やダッシュ板、ジャンプ台が設置してある。
トレジャーアイランド
エミーシナリオクリアで出現。フィールドのどこかに埋まっているエメラルドを見つける。先に3つ集めたプレイヤーが勝ち。

## スキルについて
ストーリーモードにおいてエメルが戦闘に参加している場合、戦闘が終了するとスキル、スキルポイントを手に入れることが出来る。スキルは、その戦闘に参加していたキャラクターのスキルのうち、いずれかをランダムで入手できるが、極稀にレアスキルを入手できることがある。スキルポイントは、ノーダメージだと5ポイント、ノーミスだと2ポイント、1回以上ダウンした場合は1ポイント貰える。手に入れたスキルは、エメルに装備することで強化、カスタマイズができる。ただし、装備するためには一定のスキルポイントが必要である。当然、スキルによって必要なスキルポイントは異なる。スキルポイントは、500までしか溜めることは出来ない。ストーリーモードにおいて、カオスエメラルドの入手イベントを見ることでスキルポイントを10ポイント手に入れることが出来る。なお、スキル、スキルポイントのデータは全てのシナリオで共通である。

## 戦闘

### 戦闘の流れ
まず最初に全てのキャラクターが必殺技を選択し、戦闘を開始する。通常技や必殺技を使って戦う。ヒットポイントはMAX 100となっている。0になるとダウンするが、戦闘が終了するわけではない（例外：エメルのストーリーモードでのバーチャルトレーニング）。ヒットポイントが0になったプレイヤーは、再び必殺技を選択し、フィールドの好きな場所を選択し、復帰できる。復帰した場合、ヒットポイントは満タンになり、イチコロゲージはダウン前の状態が引き継がれる。こうして、だれかが戦闘終了条件を満たすまでひたすら戦い続けることになる。

### ルール
3種類のルールが存在し、勝利条件が異なる。
KOバトル
相手を倒すとポイントが1増える。ポイントが規定数に達したキャラクターの勝ち。
サバイバル
自分が倒されるとポイントが1減る。ポイントが0になったプレイヤーは、復帰できなくなる。最後まで残っていたプレイヤーの勝ち。
タイムバトル
相手を倒すとポイントが1増える。制限時間が有り、時間切れになったときに一番ポイントが高かったものの勝ち。

### 操作方法
移動
十字キーで移動できる。キャラクターによって最高速、加速度が異なる。
ダッシュ
十字キー二度押し。一定距離走るものと、クイックステップするものがある。
ジャンプ
Aボタン。障害物を飛び越えたり、敵の攻撃をかわしたり、ジャンプ攻撃をしたり、用途は幅広い。
エアーアクション
空中でAボタン。キャラクターによって特性はかなり異なる。
ガード
Lボタン。上手くガードできれば相手が怯み、無防備になる。また、イチコロゲージも増える。
回復
L押しっぱなし。ヒットポイントだけでなく、イチコロゲージも増える。
ライトアタック
地上でBボタン。3回まで連続で押すことでコンボになる。それぞれ、ファーストアタック、セカンドアタック、サードアタックと呼ぶ。
ヘビーアタック
サードアタック中にBボタンで発動するが、十字キー前+Bボタンでも出せる。相手を吹っ飛ばすことが出来る。
追いかけ
ヘビーアタックで敵を吹っ飛ばした時に十字キー。跳んで相手を追いかける。
カウンター
自分が吹っ飛ばされたときに、壁と逆方向に十字キーを押す。カウンター時は、追いかけと同じ条件になる。
ツイゲキアタック
追いかけ、カウンター中にBボタン。相手を地面にたたきつけて大ダメージを与える。タイミングが悪いとダメージが激減してしまう。これが使いこなせないと話にならない。
アッパーアタック
十字キー後ろ+Bボタン。相手を上に打ち上げることが出来るが、相手は無防備になるわけではない。
ダッシュアタック
ダッシュ中にB。ダッシュ攻撃。
エアーアタック
ジャンプ中にB。ジャンプ攻撃である。
必殺技
Rボタンを押す。空中でも出せる。あらかじめ設定しておいた技が出る。
視点切換
Lボタンを2連続で押すと、視点が180度回転する。実際には、ガード中にLボタンである。

### 必殺技について
どのキャラクターも、グランドショット、エリアルショット、グランドパワー、エリアルパワー、グランドセット、エリアルセットの6つの必殺技を持っている。このうち、2種類を選択し、戦うことになる。グランド〜と着いているものは地上で、エリアル〜と着いているものは空中で使える必殺技である。2種類選択するとき、グランド同士、エリアル同士、という組み合わせで選ぶことは出来ない。また、ショット同士、パワー同士、セット同士、という組み合わせも出来ない。そのため、ショット系、パワー系、セット系のうち、一つを地上、一つを空中で使用することになる。選ばなかった系統は、相手の必殺技に対して無敵になる（例えば、グランドショットとエリアルセットを選択した場合、敵が使用したパワー系必殺技が一切効かなくなる）。なお、イチコロゲージがMAXになると、キャラクーが点滅する。この状態で必殺技を当てると相手を一撃で倒せる。ただし、相手がその系統の必殺技に対して無敵になっていた場合は無効になってしまい、その相手のイチコロゲージがMAXになってしまう。

## キャラクター
ここでは、本作におけるキャラクターの特徴を記述する。各キャラクターの詳細な設定などは、ソニックシリーズの項を参照。

### プレイヤーキャラクター
ソニック
- 声優：金丸淳一

主人公。エメルと契約し、エメルを鍛えるために戦うことになる。ストーリーモードには全て登場する。ゲーム終盤で暴走したエメルと戦うことになる。
通常技、必殺技、攻撃力、素早さ、隙の少なさ、ほとんどの面でバランス良く、かつ高水準な能力である。ストーリーモードでは最初は彼を使用することになるので、彼を使用して操作に慣れることになる。特に、ショット系必殺技は非常に高性能。また、パワー系必殺技でエリアルは連続ヒットすることができ、グランドでは威力がトップクラスで2発で倒せる。ただし、欠点として、ツイゲキアタックが地面に当てにくいこととガード性能とヒール性能が低い。
テイルス
- 声優：広橋涼

ソニックの友達。ソニックがつれてきたエメルの能力を解析する。エメルがカオスエメラルドの力で動くことをソニックに教える。彼もまた、エメルのために行動する。
ソニックよりもさらにバランスが良い。ただし、攻撃力や素早さがソニックに比べ抑え目になっている代わりにガードやヒールの性能が少し良い。必殺技は、どれもエリアルのほうが隙が少なく当てやすい。フライタイプとして認識されているだけあって、エアーアタックであるツムジカゼは連続ヒットし、極めて強力である。なお、素早さは普通だが、今作のソニックが周囲に合わせているので加速力は全キャラ中トップ。
ルージュ
- 声優：落合るみ

トレジャーハンターであり、エージェントでもある。今作では「クラブ・ルージュ」という店を経営している。腕利きの怪盗になってもらおうと、エメルを狙っている。エミーとは犬猿の仲である。
ルージュのジャンプは、空を飛び続ける能力が有り、エアーアタックを併用すればずっと空中にいられる。地上戦はあまり強くないが、ダッシュアタックは強力な性能を誇る。ダッシュアタック以外は性能的には並だが、攻撃の発生が速い。セット系必殺技は相手のジャンプを妨害できるので、これとエアーアタックを併用するのが基本戦術。ソニック同様エリアルとグランドでパワー系必殺技が異なる。素早さはテイルスと同様普通である。
ナックルズ
- 声優：神奈延年

マスターエメラルドの守護者。鍛えることでエメルが強くなることを知ったため、エメルを鍛えることに燃え始める。同時に、強くなっていくエメルに対し、対抗心を燃やしている様子。
動きが鈍く、攻撃の発生も遅い上、ジャンプ力も低い。だが攻撃力は高めとクセが強いキャラである。必殺技の性能はそれなりなので、必殺技をメインに戦うことになる。セット系必殺技の性能は低いが、他のキャラと異なり完全に消滅するため本当の地雷となっている。ヒール性能がかなり良く、イチコロゲージの増加が早い。彼の必殺技であるディープインパクトは、発生が相当遅いが威力はトップクラスで2発で倒すことができ、ツイゲキアタックに繋げることもできる。
エミー
- 声優：川田妙子

今日も今日とてソニックにアプローチしているエミー。鍛えて強くなるエメルを、ソニックが用意した子供ロボットと勘違いし、ソニックに認めてもらうためにエメルを育てることになる。今作の彼女は、いつにもまして思い込みが激しい。ルージュとは犬猿の仲である。
攻撃の隙が少なく、発生も速い。攻撃力が低めだが扱いやすさが勝る。必殺技も当てやすいのが揃っている。素早さはテイルスとルージュ同様普通であるが、ジャンプ力が低いため高いところへ登るにはエアーアクションと併用する必要がある。
クリーム
- 声優：あおきさやか

エミーの友達。今作では、エミーのアパートで一緒に住んでいる。戦いを嫌い、エメルに戦いの辛さを教える。
素早さがかなり低いが、ウサギだけあってジャンプ力は高いので機動力は気にならない。唯一連続ヒットする技がない。通常技の発生は普通で性能はイマイチだが、必殺技の性能が極めて高い。特にセット系の必殺技が2発で倒すことができ、エリアルに関しては隙がない。ヒールの性能は作中トップクラスで、ヒットポイントもイチコロゲージも簡単にたまる。唯一ツイゲキアタックが地面に当てれないなど使いにくい反面、カウンター時の発生がかなり速く、隙の少ないソニックやエミ―でも簡単に返り討ちにできる。使いこなせばシャドウに次いで強い。
シャドウ
- 声優：遊佐浩二

プロフェッサージェラルドが生み出した究極の存在。自らを戦闘兵器だと思っており、エメルのこともまた戦闘兵器だと思っている。エメルが覚醒してしまうと危険だと判断し、エメルを破壊しようとする。
攻撃力、機動性、通常技がトップクラスの性能である。特にツイゲキアタックの性能が群を抜いており、カウンター時の発生が異常なほど速く、エメルを除けばいとも簡単に返り討ちにしてしまうほど。ソニック自身、周囲に合わせ、バランス型にした為か今作の彼は、ソニックより移動速度が速いが加速は遅い。攻撃の発生はソニックに比べ若干遅めであり、必殺技の軌道も特殊なため、ややクセが強いが、パワー系必殺技は多段ヒットするうえに一回で倒せる。ソニックと同様ヒール、ガード性能は最低クラスである。エメルを除けば最強。
カオスガンマ
- 声優：楠大典

エッグマンによって作られたロボット。エメルを敵視している。『ソニックアドベンチャー』に登場したE-102γ"ガンマ"と似ており、ソニックたちも出会った当初は当惑するが、実はボディを流用しただけの別のロボットである（声も違う）。ストーリーモードでは使用できないが、ソニック同様全てのストーリーモードに登場する。
攻撃力はかなり高いのだが、攻撃の発生が相当遅く、隙も大きい。素早さも低く、ジャンプも遅い。必殺技も当てづらい。極めて使いづらい、最弱のキャラである。一応、ダッシュ中はかなり速く、かつ自由に動けること、ヒール性能がよく、ヒットポイントを簡単に回復できる、といった長所はある。HPが0になったあとに自爆するが、爆風を周囲のキャラに当てて巻き添えにすることができる。また、パワー系必殺技は一定時間経過すると爆発して大ダメージを与えられるが、このとき自身のHPは1になる。
カオス
- 声優：なし

チャオの守護者。ゲーム終盤、デスエッグの存在に危機を感じ、姿を現す。ストーリーモードでは使用できないだけでなく、エメルのストーリーモードしか登場しないなど全キャラクター中最も登場が少ない。
素早さが全キャラクター中最低である。ジャンプ力もかなり低い。機動性は非常に悪いが、自由に動ける上、無敵状態になるダッシュが使いやすい。攻撃力が高く、通常技の発生は普通。必殺技も当てやすいので、ガンマよりは使いやすいキャラである。
エメル
- 声優：なし（色々なキャラクターの声を出すが、基本的には金丸淳一）

ソニックがエメラルドビーチで発見した謎のロボット。ソニックとケイヤクする。見た技をコピーし、自分の技にすることが出来る。最初は、ソニックの能力を不完全にコピーする。彼のエピソードにあるバーチャルトレーニングでは3人のキャラクターがランダムで登場し、最初5回戦い、4回目以降は20回戦うが、通常の戦闘と異なり途中で1度倒されると強制的に終了する特殊なステージになっている。
その正体は古代文明が作った究極兵器「ギゾイド」の一体。エッグマンの策略によって暴走してしまい、最後はソニックに倒され消滅した。
初期状態では、ソニックと見た目が同じ技を使用する。見た目が同じだけで、性能は最低である。色々なキャラクターの技を「スキル」として入手し、装備することで強くなっていく。終盤は反則的なほど強くなる。確率はきわめて低いが、「ULTスキル」「???スキル」といった彼専用の技をキャプチャーすることもある。

### 非プレイヤーキャラクター
ファイ（E-121 "Φ"）
- 声優：なし

エメルを基にエッグマンが作ったロボット。見た目はエメルの色違いである。エメラルドのカケラを動力にして動いている。敵としてのみ登場するため、使用は不可能。シャドウシナリオ以降は登場しない。
能力は、固体によって異なり、いずれかのキャラクターと同じ能力になる。ファイと戦っても、スキルは入手できない。
ガードロボ
- 声優：なし

カオスガンマと色違いの型量産型ロボット。エッグマンが小遣い稼ぎのために売り出したらしい。敵としてのみ登場するため、使用は不可能。
能力は、ガンマと全く同じ。ナックルズシナリオでは手を焼くと思われる。ガードロボと戦っても、スキルは入手できない。
Dr.エッグマン
- 声優：大塚周夫

シリーズ通りのソニックを敵視する悪の科学者。
今回は、究極兵器であるエメルを手に入れるためにファイやガンマをけし掛ける。敵としてのみ登場するため、使用は不可能。
ゲーム終盤、エメルを使用して彼と戦うことになる。カプセルに乗って、ミサイルや爆弾を連射してくるのでうかつに近づくことはできない。